# Cầu mây tại Đại hội Thể thao Trong nhà châu Á 2007
Cầu mây là môn thể thao thi đấu chính thức trong kỳ Đại hội Thể thao Trong nhà châu Á 2007 được tổ chức tại Ma Cao, Trung Quốc từ ngày 31 tháng 10 đến ngày 3 tháng 11 năm 2007. Chương trình thi đấu được tổ chức tại Workers Sports Pavilion.

## Tổng kết

### Bảng thành tích
| 1       | Thái Lan    | 2 | 0 | 0 | 2 |
| 2       | Myanmar     | 0 | 2 | 0 | 2 |
| 3       | Indonesia   | 0 | 0 | 2 | 2 |
| 4       | Philippines | 0 | 0 | 1 | 1 |
| 4       | Việt Nam    | 0 | 0 | 1 | 1 |
| Tổng số | Tổng số     | 2 | 2 | 4 | 8 |

### Đội chiến thắng
| Nội dung     | Vàng | Bạc | Đồng |
| ------------ | --- | --- | --- |
| Đồng đội nam | Thái Lan · Thanaiwat Yoosuk · Saharat Ounumpai · Ekachai Masuk · Sittichai Silathavornwong · Wattana Jaiyan · Chaiya Wattano                | Myanmar · Than Zaw Oo · U Thien Zaw Min · Maung Maung Sein · Zaw Zaw Aung · Aung Hliang Moe · Aung Zaw      | Indonesia · Hadi Mulyono · Suko Hartono · Yudi Purnomo · Stephanus Sampe · Wisnu Dwi Suhantoro · Edy Suwarno            |
| Đồng đội nam | Thái Lan · Thanaiwat Yoosuk · Saharat Ounumpai · Ekachai Masuk · Sittichai Silathavornwong · Wattana Jaiyan · Chaiya Wattano                | Myanmar · Than Zaw Oo · U Thien Zaw Min · Maung Maung Sein · Zaw Zaw Aung · Aung Hliang Moe · Aung Zaw      | Philippines · Danilo Alipan · Harrison Castanares · Joel Carbonilla · Hector Memarion · Metodio Suico · Jerome Santiago |
| Đồng đội nữ  | Thái Lan · Sahattiya Faksra · Jiraporn Choochuen · Kobkul Chinchaiyaphum · Viparat Ruangrat · Kantinan Sochaiyan · Anussara Supakarnkamjorn | Myanmar · Nwe Nwe Htwe · Kyu Kyu Thin · May Zin Phyoe · Naing Naing Win · Phyu Phyu Than · Su Tin Zar Naing | Việt Nam · Đỗ Thị Thu Hiền · Nguyen Thi Hua · Nguyễn Thị Minh Trang · Nguyễn Thái Linh · Cao Thị Yến · Nguyen Thi Bac   |
| Đồng đội nữ  | Thái Lan · Sahattiya Faksra · Jiraporn Choochuen · Kobkul Chinchaiyaphum · Viparat Ruangrat · Kantinan Sochaiyan · Anussara Supakarnkamjorn | Myanmar · Nwe Nwe Htwe · Kyu Kyu Thin · May Zin Phyoe · Naing Naing Win · Phyu Phyu Than · Su Tin Zar Naing | Indonesia · Dini Mita Sari · Mega Litra Kusuma · Hasmawati Umar · Jumasiah · Nur Qadriyanti · Alberthin Suryanit        |

## Nam
| Hạng | Đội         | Điểm số |
| ---- | ----------- | ------- |
| 1    | Myanmar     | 890     |
| 2    | Thái Lan    | 840     |
| 3    | Indonesia   | 760     |
| 4    | Philippines | 510     |
| 5    | Hàn Quốc    | 470     |
| 6    | Iran        | 370     |
| 7    | Việt Nam    | 360     |
| 8    | Nhật Bản    | 290     |
| 9    | Ấn Độ       | 280     |
| 10   | Campuchia   | 250     |
| 11   | Ma Cao      | 220     |

| Hạng | Đội         | Điểm số |
| ---- | ----------- | ------- |
| 1    | Myanmar     | 910     |
| 2    | Thái Lan    | 770     |
| 3    | Indonesia   | 580     |
| 4    | Philippines | 530     |
| 5    | Việt Nam    | 490     |
| 6    | Iran        | 480     |
| 6    | Hàn Quốc    | 480     |
| 8    | Nhật Bản    | 340     |
| 9    | Ấn Độ       | 310     |
| 10   | Campuchia   | 260     |
| 11   | Ma Cao      | 140     |

| Hạng | Đội         | Điểm số |
| ---- | ----------- | ------- |
| 1    | Thái Lan    | 830     |
| 2    | Myanmar     | 800     |
|      | Indonesia   | 680     |
|      | Philippines | 450     |

| Hạng | Đội      | Điểm số |
| ---- | -------- | ------- |
|      | Thái Lan | 920     |
|      | Myanmar  | 820     |

## Nữ
| Hạng | Đội       | Điểm số |
| ---- | --------- | ------- |
| 1    | Myanmar   | 590     |
| 2    | Thái Lan  | 540     |
| 3    | Indonesia | 440     |
| 4    | Việt Nam  | 360     |
| 5    | Ấn Độ     | 140     |
| 6    | Ma Cao    | 30      |

| Hạng | Đội       | Điểm số |
| ---- | --------- | ------- |
| 1    | Myanmar   | 670     |
| 2    | Thái Lan  | 610     |
| 3    | Việt Nam  | 550     |
| 4    | Indonesia | 350     |
| 5    | Ấn Độ     | 160     |
| 6    | Ma Cao    | 40      |

| Hạng | Đội       | Điểm số |
| ---- | --------- | ------- |
| 1    | Myanmar   | 660     |
| 2    | Thái Lan  | 580     |
|      | Việt Nam  | 490     |
|      | Indonesia | 400     |

| Hạng | Đội      | Điểm số |
| ---- | -------- | ------- |
|      | Thái Lan | 610     |
|      | Myanmar  | 590     |